# Langrud
Langerūd, Langarūd o Langrūd (farsi لنگرود) è il capoluogo dello shahrestān di Langrud, circoscrizione Centrale, nella provincia di Gilan. Aveva, nel 2006, una popolazione di 65.369 abitanti.